# دريدار
دُرَيْدار أو دِكْتَمْنُوس (الاسم العلمي: Dictamnus)، جنس نباتات مُزهرة من فصيلة السذابية، تضم نوع واحد فقط، الدريدار الأبيض، لديه العديد من التنوع الجغرافي. هي عشبة حولية، تستوطن المناطق الدافئة، موئله الغابات المفتوحة في جنوب أوروبا وشمال إفريقيا ومعظم آسيا.

## وصف النبتة
لنبتة الدريدار أوراق تشبه أوراق شجرة الدردار، ولها أزهار متناسقة بألوان مختلفة هي الأحمر والأبيض والأزرق والبنفسجي. أزهارها مكونة من خمس بتلات ذات أسدية طويلة. يتراوح طول النبتة بين 40 سم و100 سم.
تنمو في أوائل الصيف وحتى منتصفه.

## معرض صور

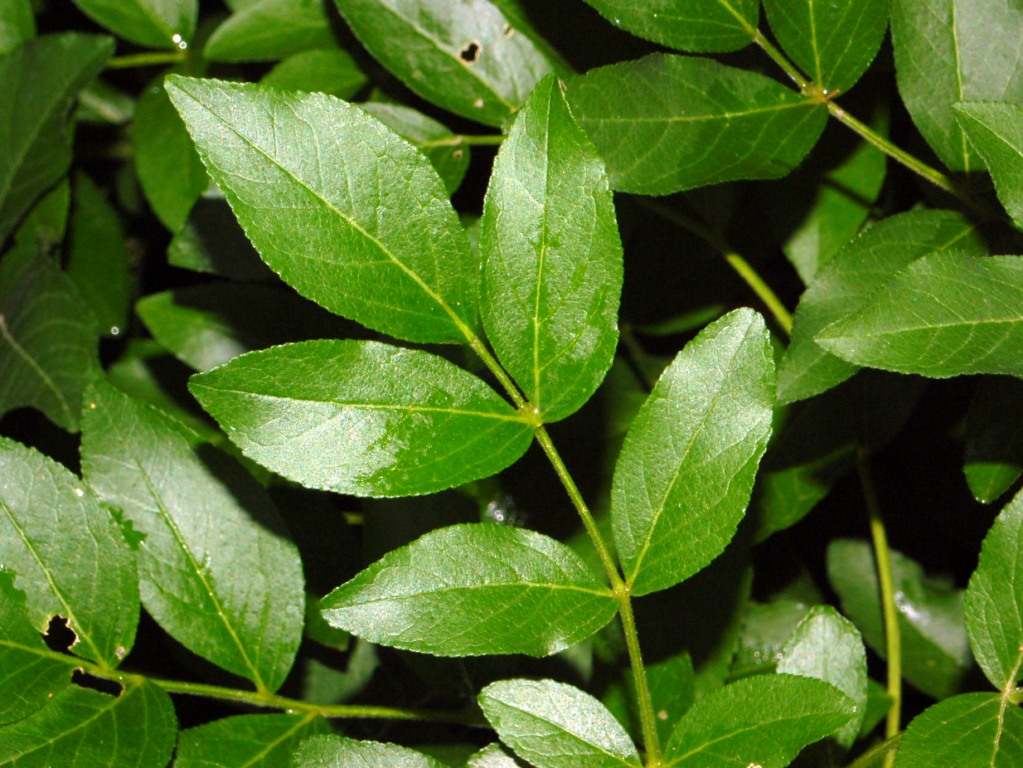
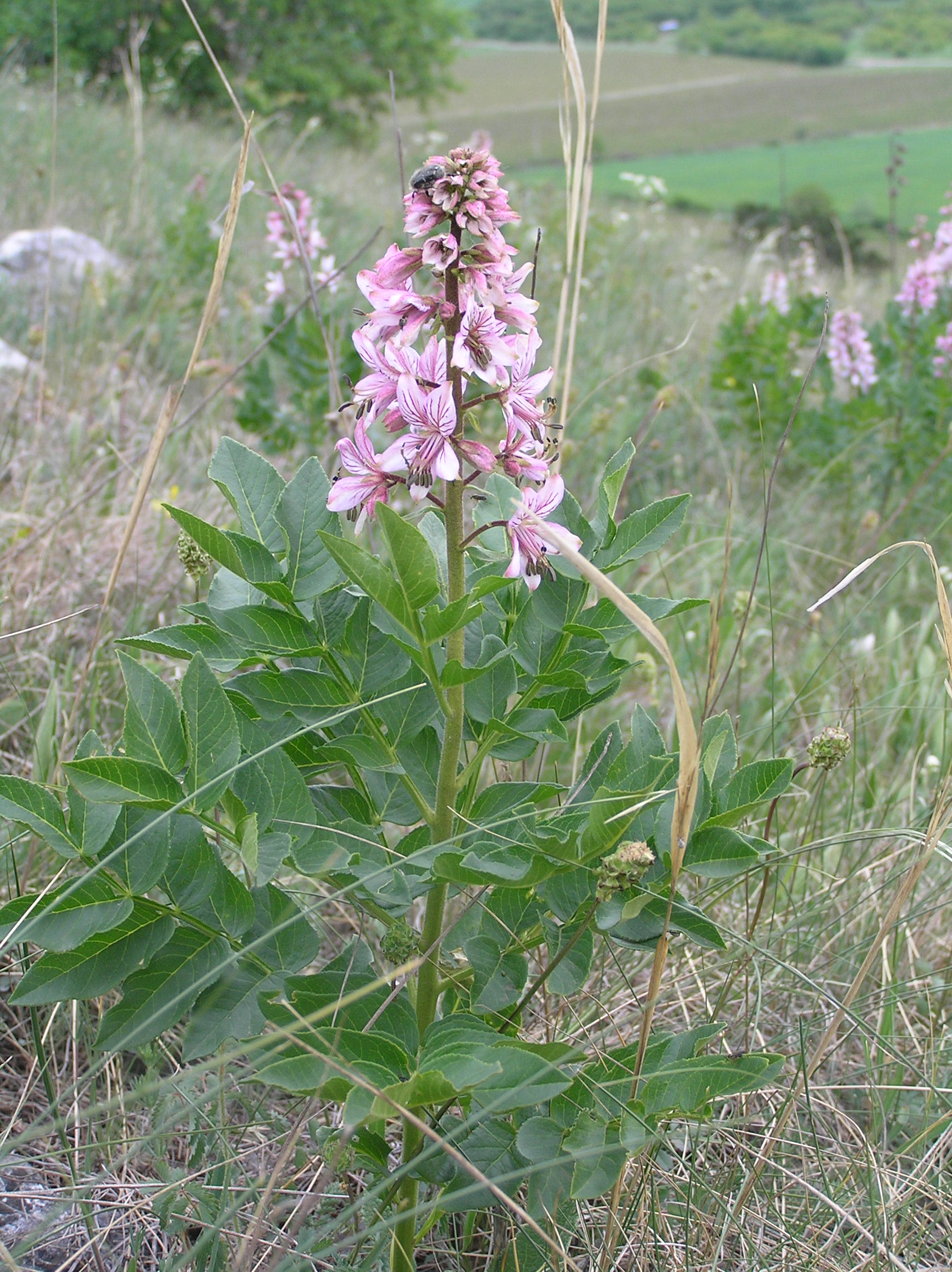
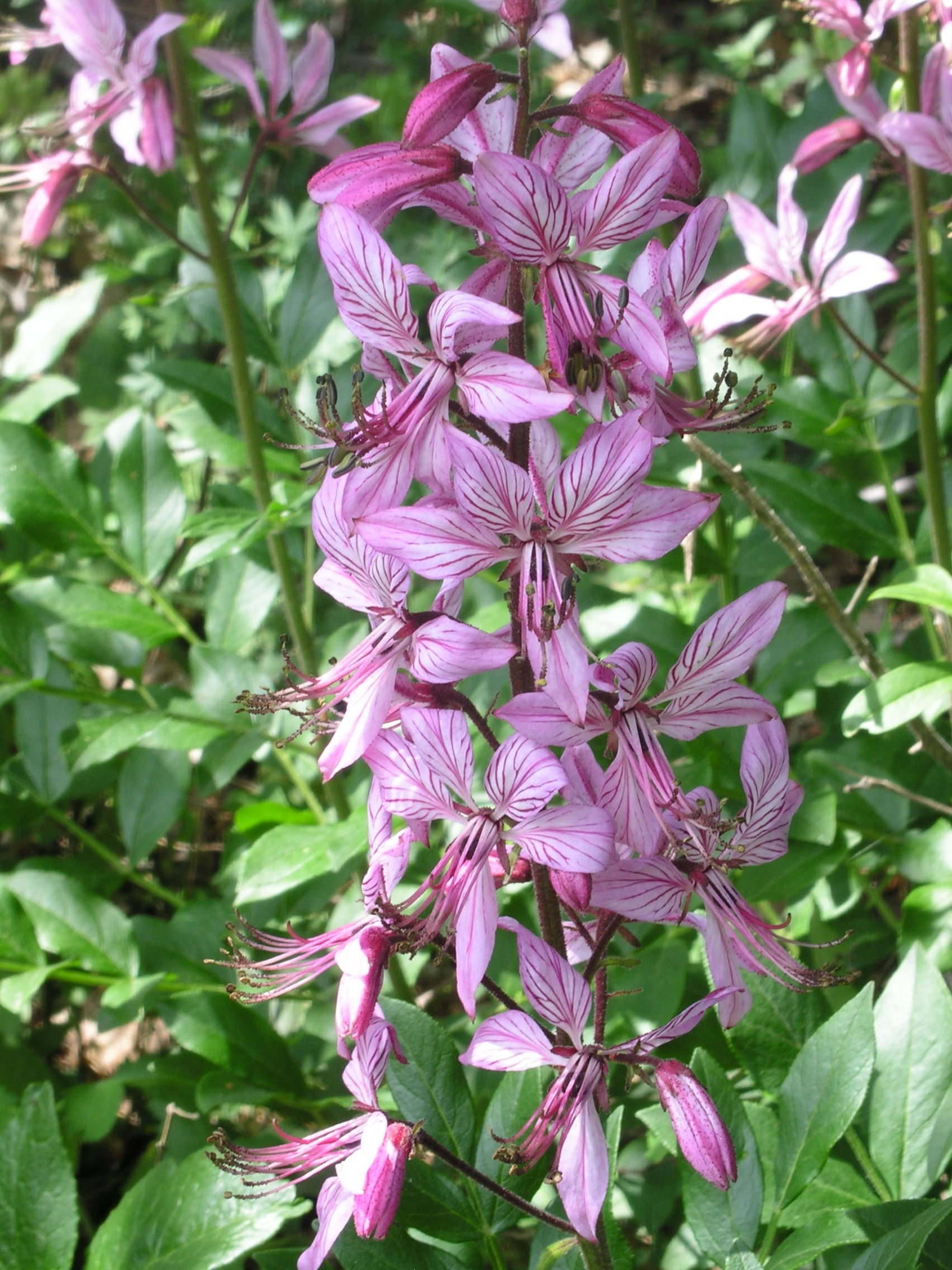
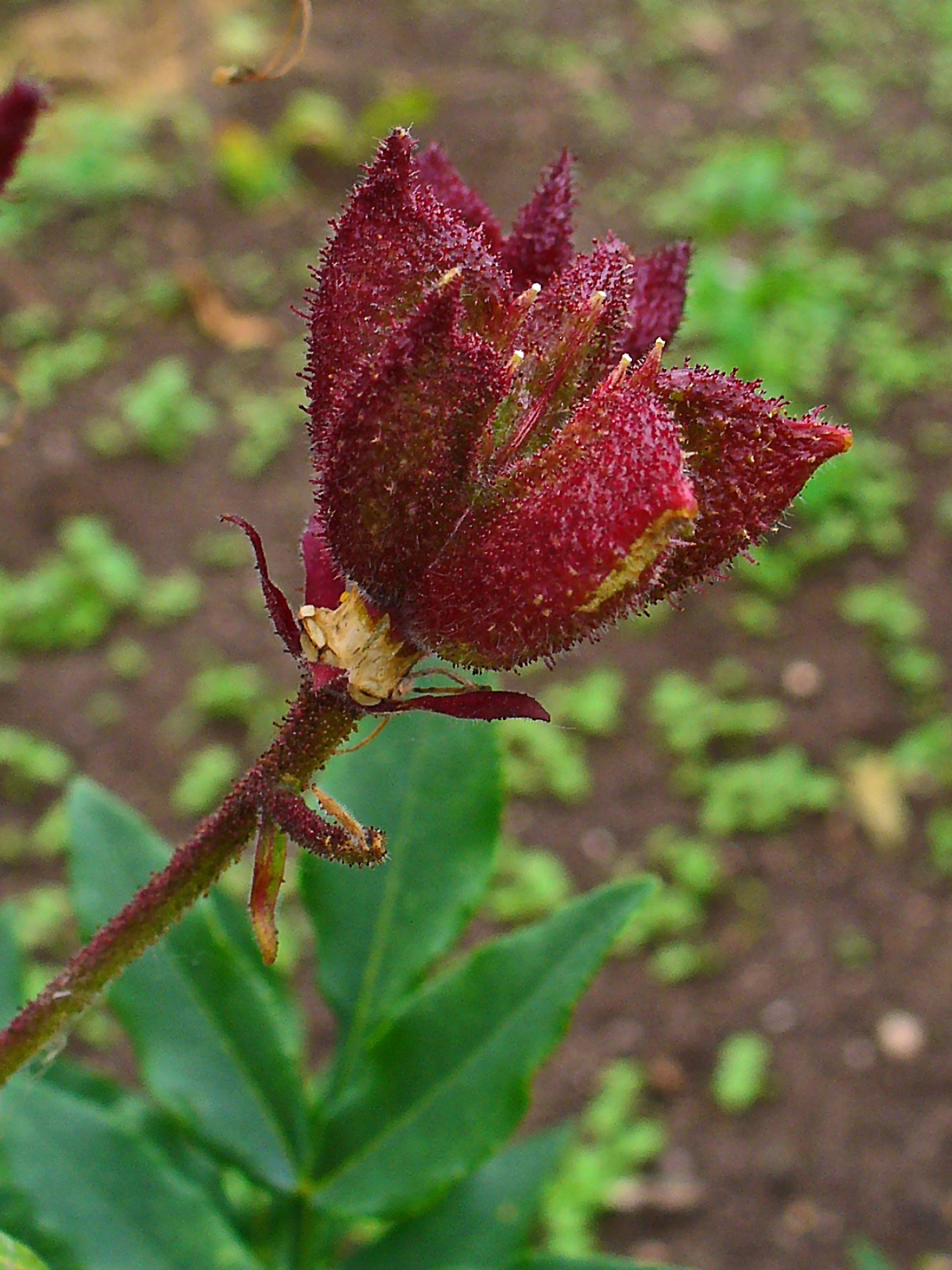
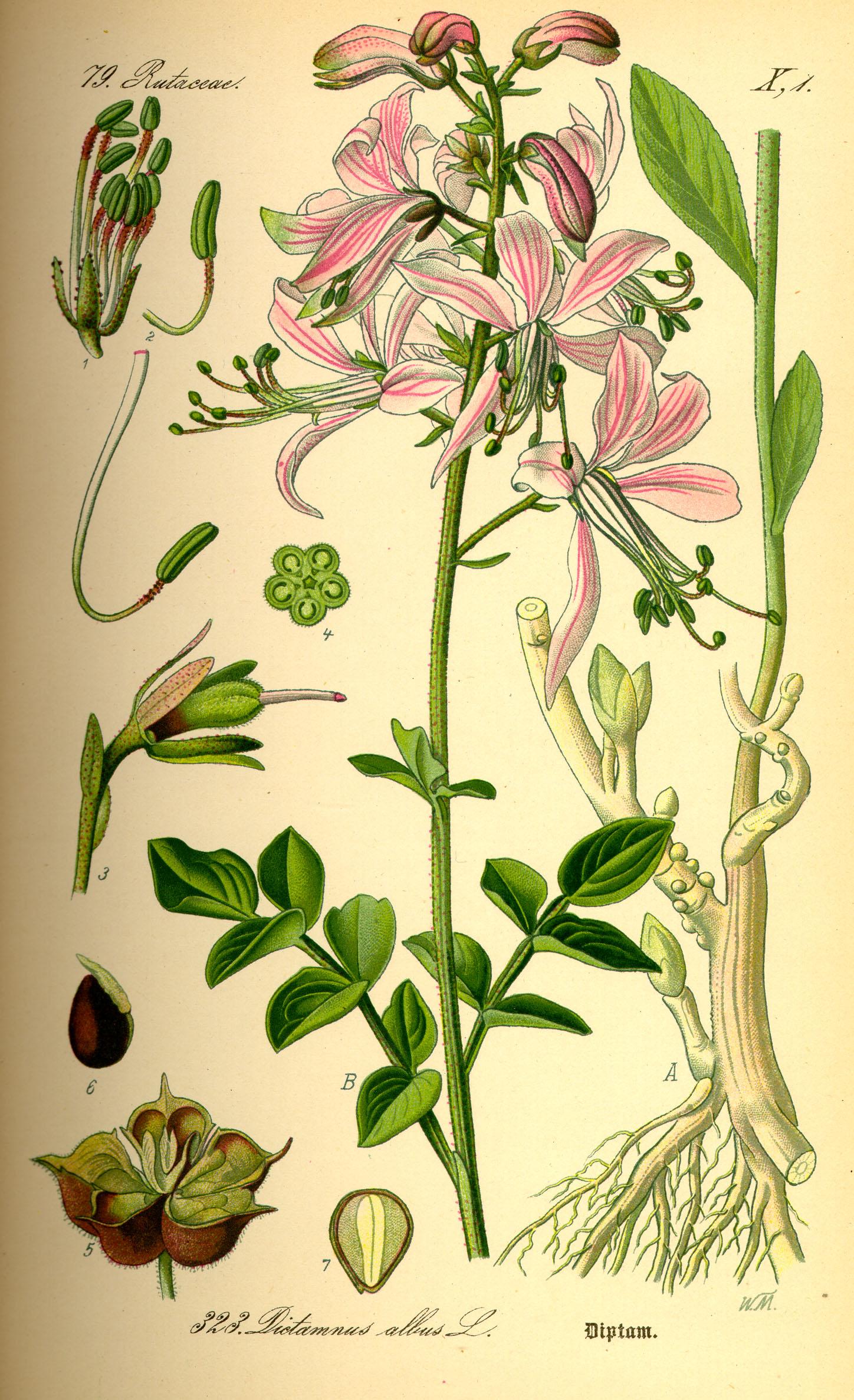
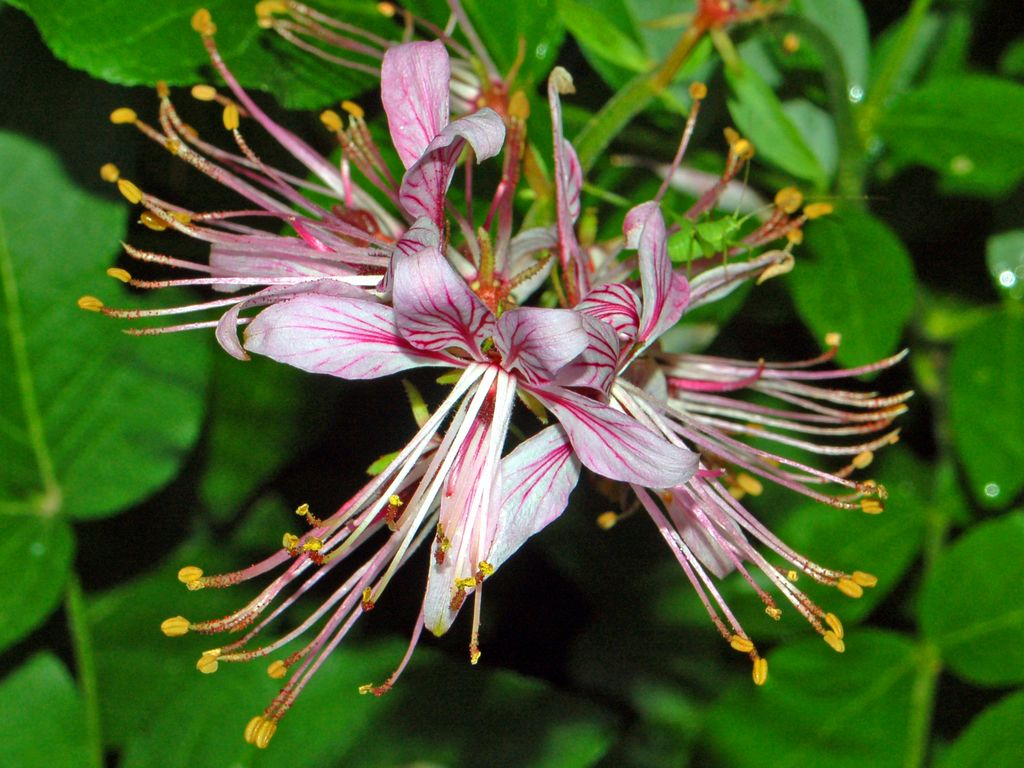